# 索馬利亞奧林匹克委員會
索馬里奧林匹克委員會（Somali Olympic Committee）是索馬里的國家奧林匹克委員會。該組織成立於1959年，是國際奧林匹克委員會和非洲國家奧林匹克委員會聯合會的成員。1972年，首次派員參加在西德慕尼黑舉行的夏季奧運會。
現時，索馬里奧林匹克委員會的總部設在首都摩加迪沙，主席是Duran Ahmed Farah。

## 資料來源
1. ↑  .   [2014-05-04]. （原始内容存档于2017-07-02）.